# Osiedle Czyżyny

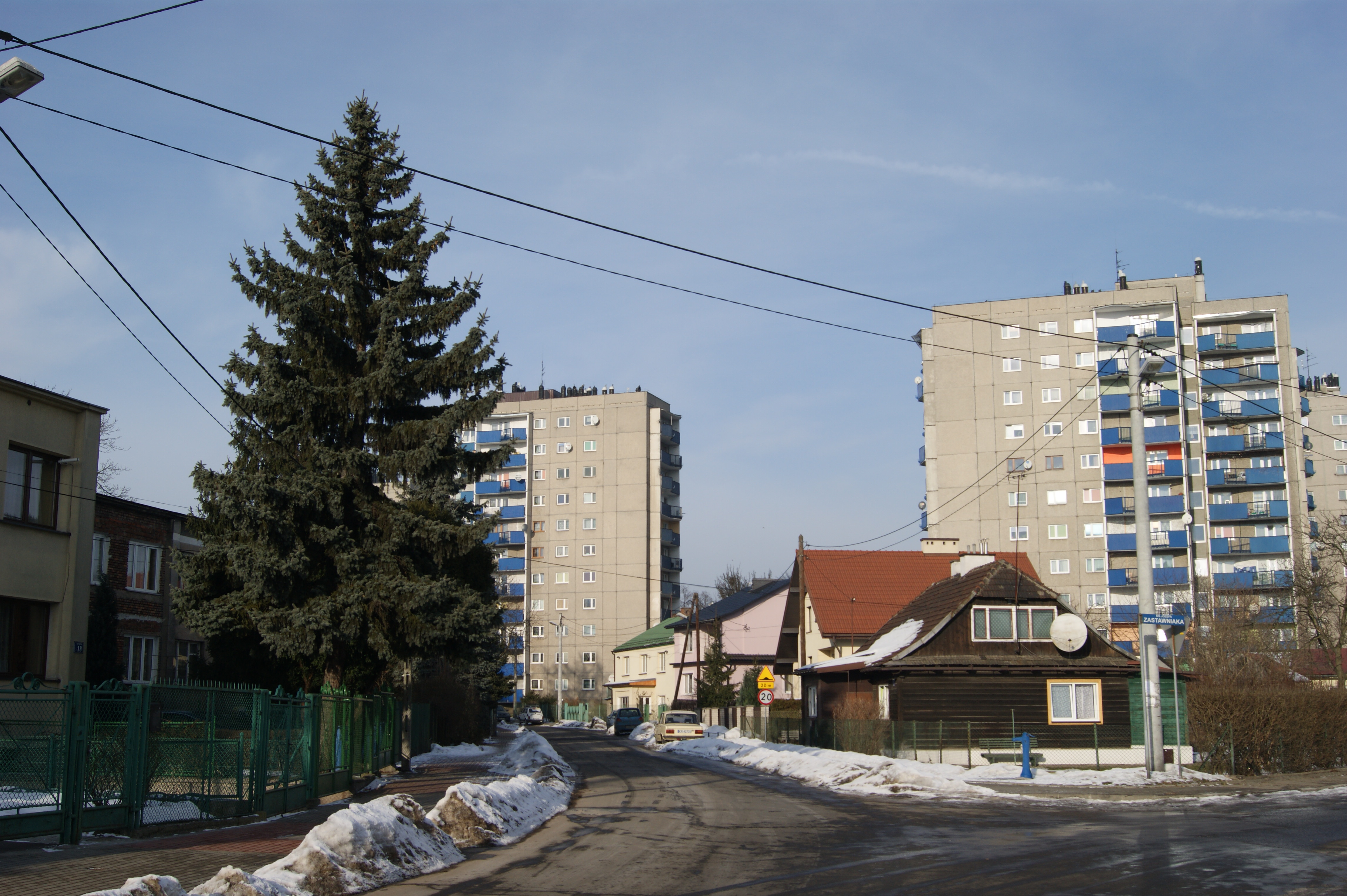
Czyżyny stare i nowe. Skrzyżowanie ulic Franciszka Wężyka i Księdza Zastawniaka

Osiedle Czyżyny – osiedle Krakowa wchodzące w skład Dzielnicy XIV Czyżyny, niestanowiące jednostki pomocniczej niższego rzędu w ramach dzielnicy.

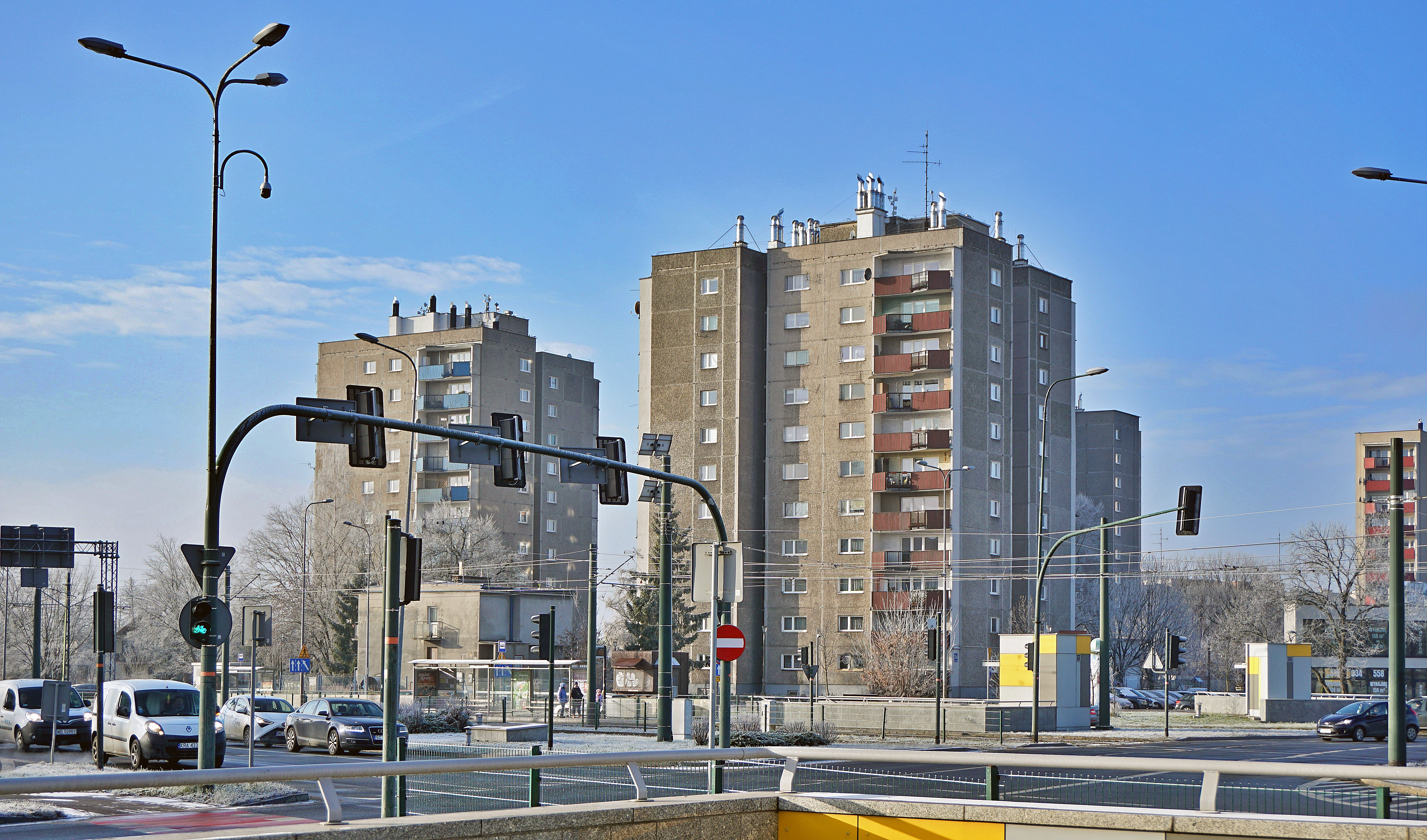
Bloki osiedlowe przy ulicy Franciszka Wężyka

Obejmuje ono część dawnej wsi Czyżyny. Ograniczone jest ulicami: od północy aleją Jana Pawła II z rondem Czyżyńskim, gdzie stoją cztery wieżowce oraz dwa niskie bloki wielorodzinne, od wschodu al. Pokoju, od południa bazą MPO, od zachodu ul. Nowohucką.
Jest to w większości osiedle domków jednorodzinnych, powstałe na obszarze dawnego dworu z folwarkiem i stawem. Budynek dworu zachował się na terenie obecnego osiedla. Po dawnym układzie przestrzennym wsi pozostały ulice Centralna, Franciszka Wężyka, Woźniców, Sołtysowska (wiodąca niegdyś do Łęgu), Stanisławy Wysockiej, Dolnomłyńska i Narciarska.
Ciekawsze obiekty na osiedlu:
- Kościół św. Judy Tadeusza
- Kapliczka słupowa (prawdopodobnie z XVIII wieku), stojąca u zbiegu ulic Centralnej i Woźniców, obok budynku dawnego Domu Ludowego, który z budynkiem Szkoły Ludowej wchodzi obecnie w skład kompleksu szkoły podstawowej.
- Stare domy dawnej wsi Czyżyny.